# عجوقة جنيفية
عجوقة جنيفية (الاسم العلمي: Ajuga genevensis) هو نوع نباتي يتبع جنس العجوقة من الفصيلة الشفوية.

## تسميات
عجوقة زرقاء، بوق أزرق، بوق قائم، شندقورة جنيفية، عرصف جنيفي.